# 보트니아선
보트니아선(스웨덴어: Botniabanan)은 스웨덴 북부에 있는 고속선이다. 크람포르스 공항에서 시작하여, 외른셸스비크를 거쳐서 우메오로 향하며, 총 영업 거리는 190km이다. 2010년 개통하였으며, 설계 최고 속도는 시속 250km이다.

## 개요
2010년 8월에 완공되었고, 스웨덴에서 설계 최고 속도가 가장 높은 노선이다. 크람포르스 공항에서 시작하여, 외른셸스비크를 경유하여 우메오로 간다. 총 140개의 다리가 있으며, 터널 구간은 25km이다.
노선 건설은 보트니아바난 AB에서 주도하였으며, 스웨덴 정부에서 91%, 크람포르스, 외른셸스비크, 노르말링, 우메오 지역 정부에서 총합 9%를 소유하고 있다. 1999년 착공하였으며, 2005년 절반 정도 끝났다. 2010년 완공 이후 반베르케트에 위탁 관리 중이다. 보트니아바난 AB에서 투자금을 회수하는 대로 스웨덴 정부로 관리권이 이양될 예정이다. 건설 예산은 15억 스웨덴 크로나이다.
보트니아 선이 완공되면 유럽 도로 E4의 교통량을 분산할 예정이다. 2010년 8월부터 승객 수송을 시작할 예정이며, 우메오-외른셸스비크 간만 영업할 예정이다. 보트니아 선과 연결되는 오달스 선이 2011년 8월 완공될 예정이며, 완공 이후 외른셸스비크 이남으로도 열차를 운행할 예정이다.

## 목적
스웨덴 북부에 있는 기존 노선은 내륙을 따라 달리기 때문에 구배가 많고 속도가 낮으며, 이 때문에 선로 용량이 항상 부족하였다. 따라서 스웨덴 북부 해안을 달리는 노선의 필요성은 오랫동안 제기되었다. 보트니아 선은 이 지역의 교통을 개선할 예정이며, 우메오부터 외른셸스비크까지 열차 운행 시간을 1시간 이내로 단축할 수 있다.

## 건설 표준
복선 노반을 확보한 단선으로 건설하였으며, 교행역은 총 22개 있다. 최대 축중은 시속 120km에서 25t(화물 열차)이며, 여객 열차는 최대 시속 250km까지 허용된다. 최소 곡률 반경은 3200m이며, 외른셸스비크 시내에서는 600m까지 작아지며, 일부 2000~2500m인 지역도 있다. 최대 구배는 10퍼밀이다.

## 보호 구역 건설 지연
2008년 중부가 완공되었고, 2009년 10월 남부가 완공되었다. 우메오 근처 북쪽 구간은 우메 강의 환경 보호 구역을 지날 예정이었기 때문에 다리의 위치를 놓고 법정 심판까지 올라갔다. 대안으로 제시한 위치는 우메오 공항과 매우 가까워서 안전 문제가 있었고, 공항과 강 아래를 지나는 터널은 건설 비용이 비쌌다. 남쪽으로 둘러가도록 건설하면 노선 길이도 길어지며 건설 비용도 올라간다. 노선 선정이 완료된 몇 년 후 자연 보호 구역으로 지정되었다는 사실이 재판의 초점이었다.
연선의 최대 도시 우메오가 연결되지 않았기 때문에 승객 수송은 이루어지지 않았으나, 화물 열차는 개통 전 일부 완공된 구간을 이용하였다.

## 시간, 거리, 속도
| 운행 계통               | 시간 | 거리   | 평균 속도     |
| ----------------------- | ---- | ------ | ------------- |
| 외른셸스비크-우메오     | 0:40 | 112 km | 165 km/h (IC) |
| 크림포르스-외른셸스비크 | 0:35 | 86 km  | 150 km/h (IC) |
| 순스발-우메오           | 2:20 | 300 km | 130 km/h      |
| 외른셸스비크-우메오     | 0:55 | 112 km | 120 km/h (R)  |
| 스톡홀름-우메오         | 5:40 | 680 km | 120 km/h      |

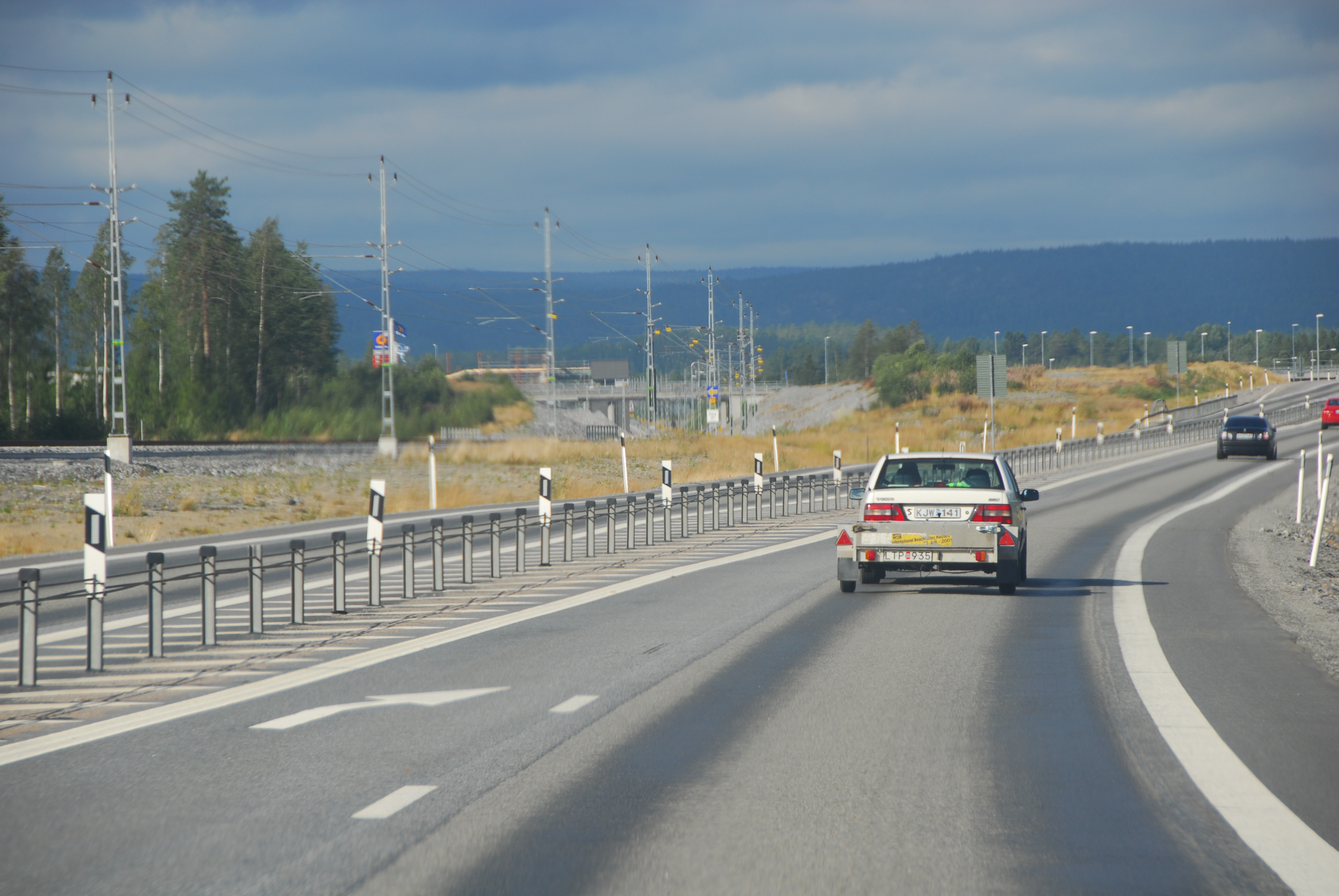
유럽 도로 E4와 나란히 달린다.

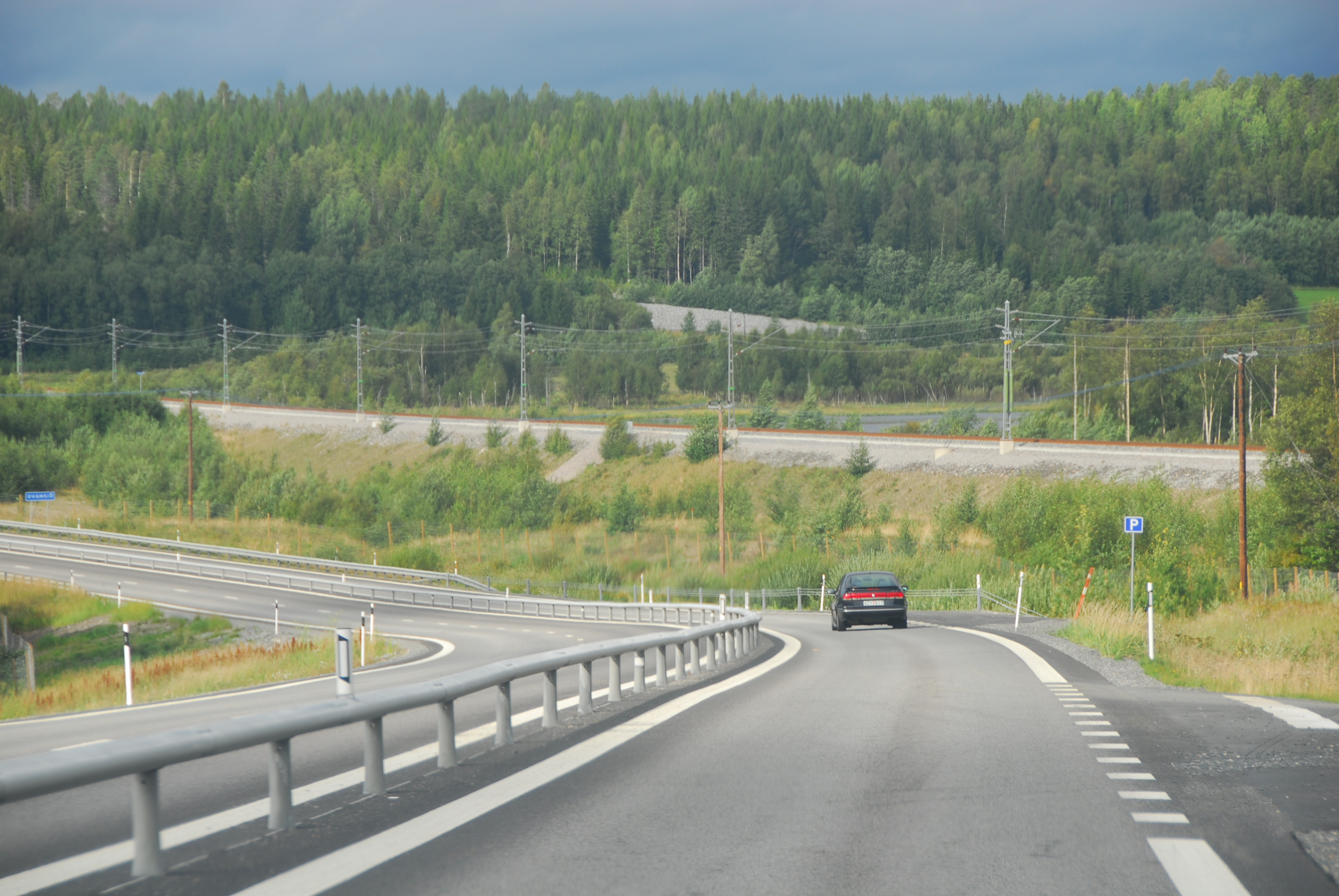
오반셰 근처 노선

설계 최고 속도는 시속 250km이다. 이는 세계에서 가장 빠른 속도를 허용하는 단선 철도이다. 초기에는 시속 180-200km로 달리다가, 이후 증속할 예정이다.
보트니아 선은 스웨덴 최초로 ERTMS 레벨 2를 적용한 노선이며, 남부 구간에서 시속 289km까지 시험 운행에 성공하였다. 현재 스웨덴의 ATC 신호는 시속 210km까지만 허용한다.
2008년 10월 최고 속도 180km까지 낼 수 있는 알스톰 코라디아 계열 열차를 발주하였다. 2011년 반입될 예정이기 때문에, 2010년 8월 개통 때에는 레지나 계열 열차를 대여하여 우메오-외른셸스비크 간을 운행할 예정이다. 2011년 가을 이후에 순스발까지 운행할 예정이다. SJ에서는 2010년 8월부터 스톡홀름-나르비크, 예테보리-룰레오 간 야간 열차를 이 노선으로 운행할 예정이었으나, ERTMS 문제 때문에 지연되었다.

## 역 목록
계획된 정차역은 다음과 같다.
- 오달 선
  - 순스발 C
  - 팀로
  - 헤르뇌산드
  - 크람포르스
- 보트니아 선
  - 외른셸스비크 C
  - 외른셸스비크 N
  - 후숨
  - 노르말링
  - 회르네포르스
  - 우메오 Ö
  - 우메오 C

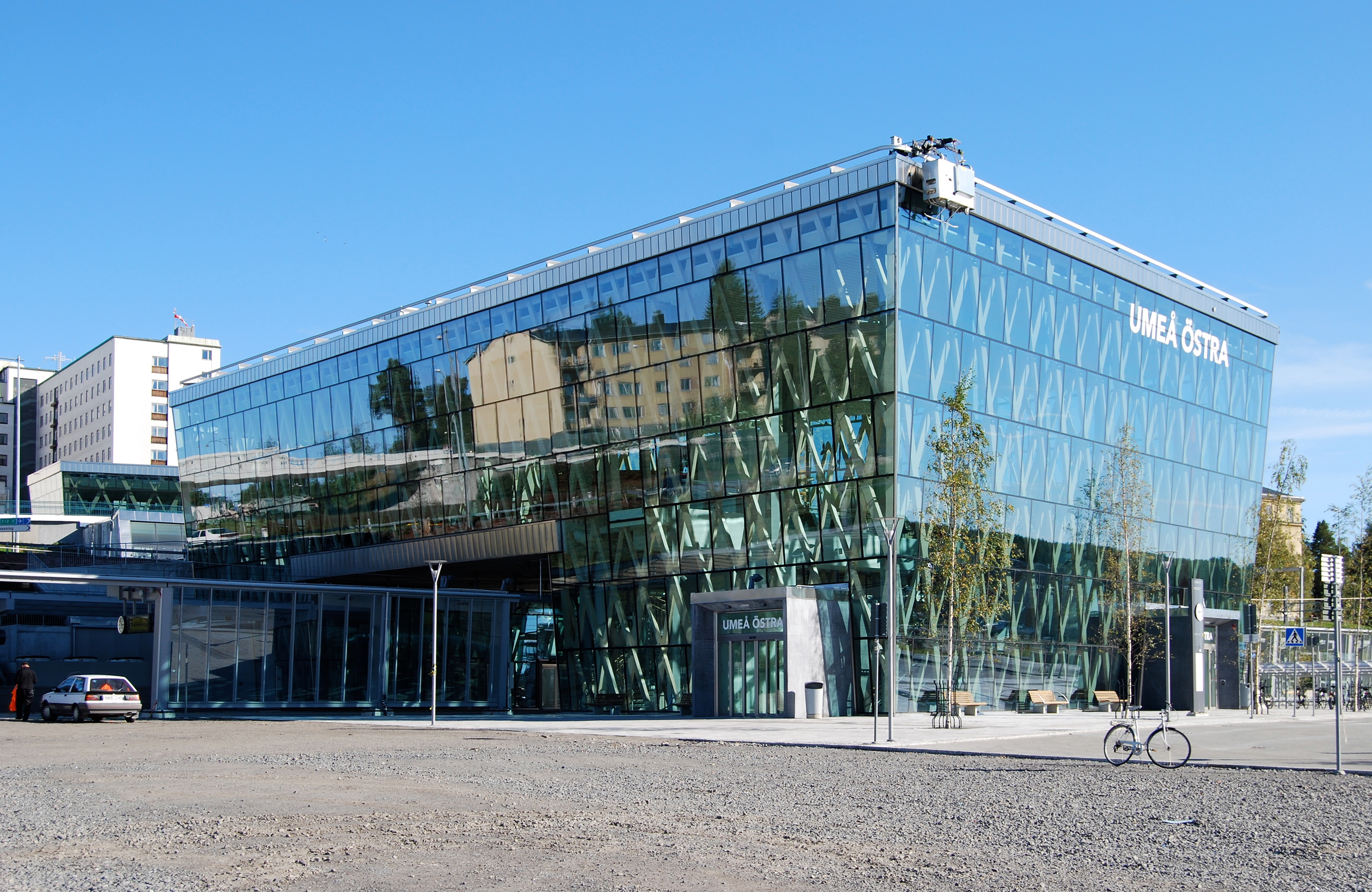
우메오 외스트 역

일부 열차는 중간역을 통과한다. 가장 많이 사용될 역은 우메오 외스트라 역으로 예측되며, 우메오 대학교와 병원과 가깝기 때문이다. 크람포르스 공항 터미널과는 1km 떨어져 있으므로 정차하지 않을 예정이다.

## 오달스 선

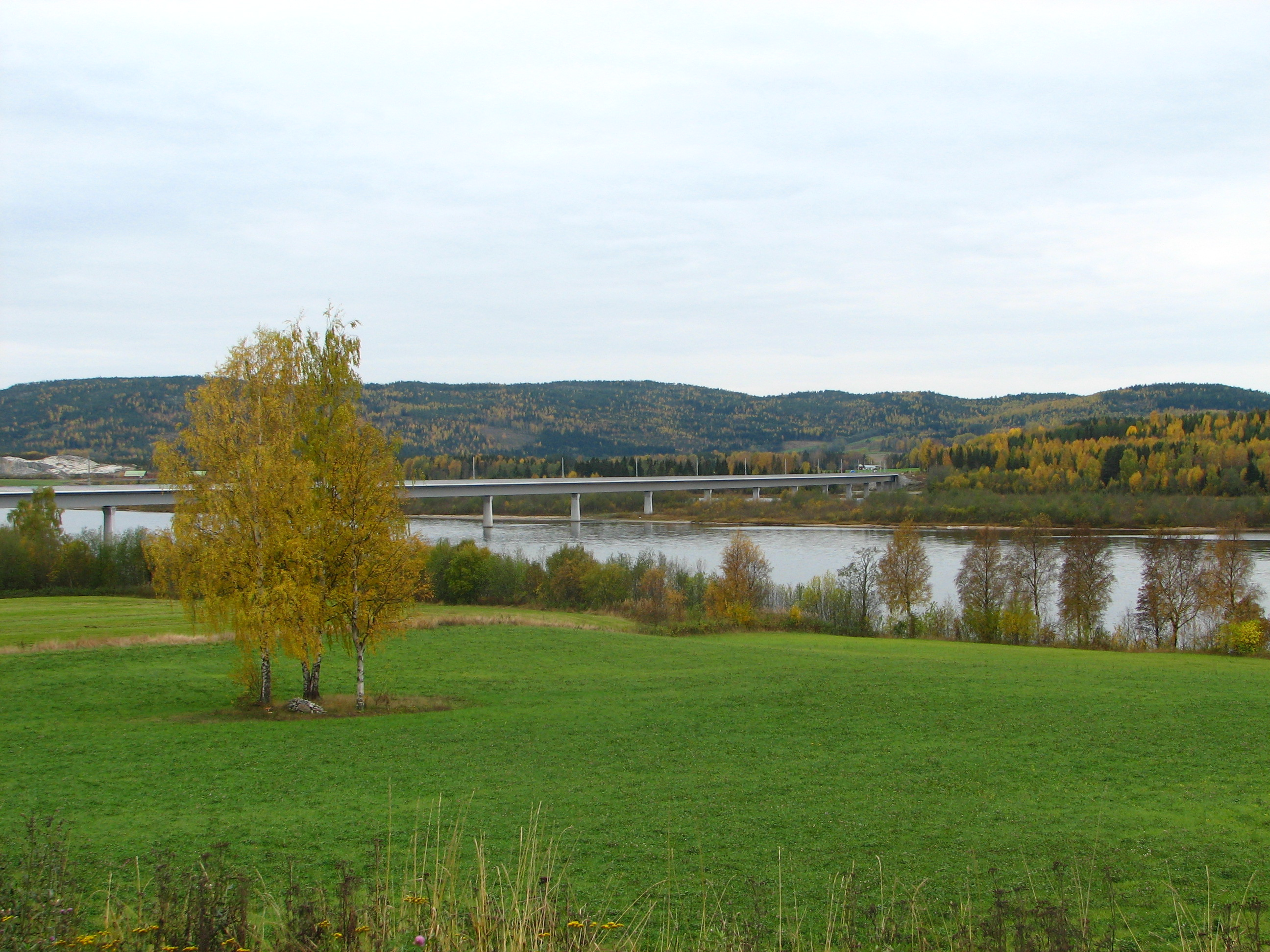
옹예르마넬벤을 건너는 다리

보트니아 선은 오달스 선과 크람포르스 공항에서 연결되며, 순스발까지 거리는 101km이다. 1890년부터 1925년까지 건설되었으며, 선로 상태가 좋은 편은 아니므로 화물 열차만 운행한다. 오달스 선을 개선하는 공사가 같이 진행 중이다. 시속 100-160km까지 증속할 예정이며, 선로, 전차선, 신호 시스템을 개선하고 평면 건널목을 개선할 예정이다. 헤르뇌산드 북부 29km 정도는 보트니아 선과 같은 기준으로 신선을 건설할 예정이다.

## 기존 본선
기존선 스탐바난 예놈 외브레 노를란드(Stambanan genom övre Norrland)는 브레케와 보덴 사이를 운행하며, 1880년부터 1895년까지 건설되었다. 당시 군용기가 없었기 때문에 국방상의 이유로 해안가에서 30-100km 떨어진 곳에 건설하였다. 곡선과 구배가 많기 때문에 화물 노선으로 전환할 예정이고, 여객 열차는 일부만 남길 예정이다.

## 노르보트니아 선
노르보트니아 선은 룰레오까지의 연장선이며, 현재 계획 단계이다. 영업 거리는 보트니아 선보다 더 긴 270km이다. 노선은 확정되었으며, 2020년 주변에 착공할 예정이나 지연될 가능성도 있다. 노르보트니아 선과 보트니아 선 둘 다 교통량을 분산할 예정이며, 버스보다 더 빠르게 운행한다.